# Frieden von Dresden

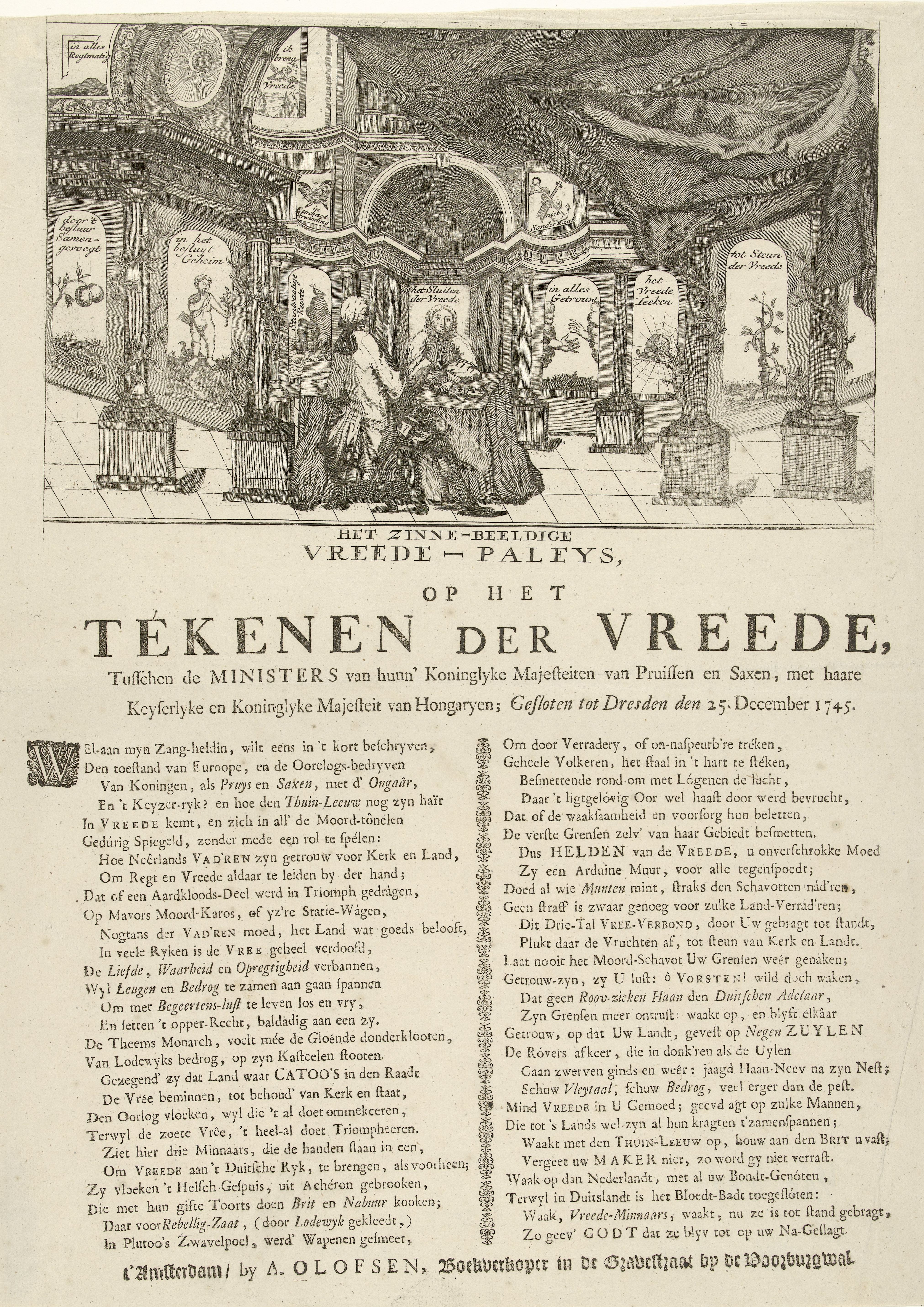
Frieden von Dresden auf einem Druck aus Amsterdam

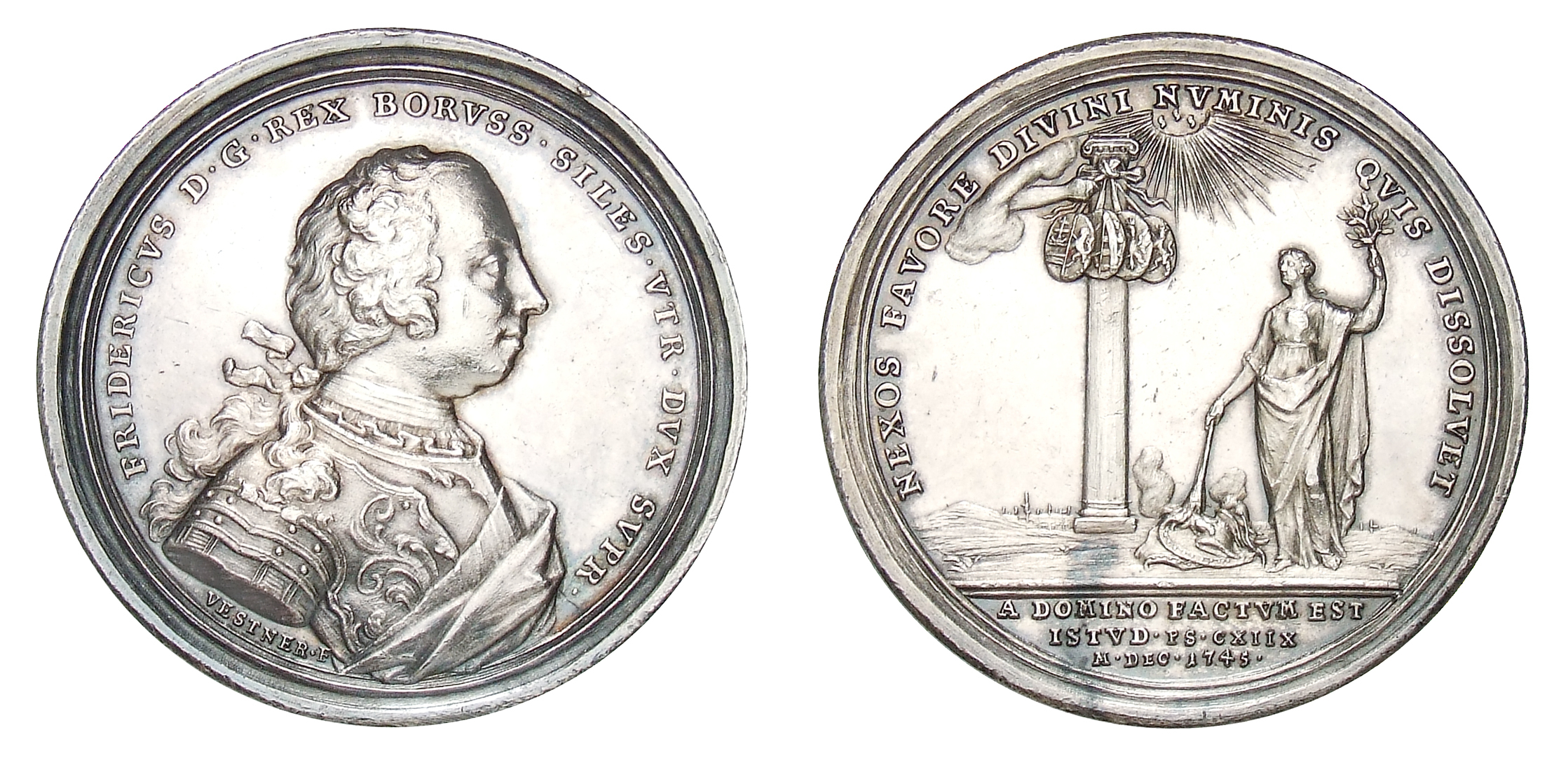
Gedenkmedaille zum Frieden von Dresden von Andreas Vestner

Der Friede von Dresden (auch: Dresdener Friede, Dresdner Friede oder Friede zu Dresden) war ein am 25. Dezember 1745 in Dresden unterzeichneter Friedensvertrag zwischen Preußen, Österreich und Sachsen. Er beendete den Zweiten Schlesischen Krieg.
Nach den Erfolgen Österreichs in dem parallel verlaufenden Österreichischen Erbfolgekrieg und dem Austritt Bayerns aus der anti-österreichischen Koalition (Friede von Füssen, 22. April 1745) wurde die Situation für Preußen schwierig. Die Quadrupelallianz zwischen Österreich, Großbritannien, den Niederlanden und Sachsen (geschlossen am 8. Januar 1745 zu Warschau) hatte die Wiedereroberung Schlesiens und Wegnahme einiger brandenburgischer Besitzungen, die zwischen Österreich und Sachsen geteilt werden sollten, zum Ziel. Erst nach den preußischen Siegen in den Schlachten von Soor (30. September 1745) und Kesselsdorf (15. Dezember 1745) und der Besetzung Dresdens durch Leopold von Dessau (17. Dezember 1745), entschloss sich Maria Theresia zum Friedensschluss.
Auch der preußische König Friedrich II. leitete bereits am 15. Dezember 1745 Friedensverhandlungen ein. Er verfügte nicht über ausreichende Mittel, einen neuen Feldzug zu finanzieren, und musste ein russisches Eingreifen zugunsten Sachsens und Österreichs befürchten. König Georg II. von Großbritannien drängte ebenfalls auf einen Frieden, da er alle Hände voll zu tun hatte, des Aufruhrs der Jakobiten Herr zu werden, und auch Österreich war zum Abschluss geneigt, um sich mit aller Kraft gegen die Spanier und Franzosen in Italien und in den österreichischen Niederlanden wenden zu können.
Am 25. Dezember 1745 wurden dann die Verhandlungen in Dresden beendet und der Friedensvertrag unterzeichnet. Im Sinne des Vorfriedens von Breslau von 1742 bestätigte er Preußen den souveränen Besitz Schlesiens. Der inzwischen zum Kaiser gewählte (13. September 1745) Ehemann Maria Theresias, Franz I., wurde von Friedrich II. anerkannt. Für Sachsen war der Friedensschluss am nachteiligsten. Es bezahlte eine Kriegsentschädigung von einer Million Taler an Preußen, musste seine Zollstreitigkeiten mit Preußen zu seinen Ungunsten entscheiden lassen und hinnehmen, dass die gewaltsam ausgehobenen Sachsen in der preußischen Armee blieben, womit das Ende des Augusteischen Zeitalters in Sachsen datiert wird. Der Dresdner Friede wurde unter die Garantie Großbritanniens und des Reiches gestellt.
In Leipzig schuf Johann Sebastian Bach (1685–1750) zum Festakt am Tag der Unterzeichnung, dem 25. Dezember 1745, die lateinische Weihnachtsmusik Gloria in excelsis Deo, zugleich mit der „Kleinen Doxologie“ BWV 191, weil auch Leipzig Ende November 1745 besetzt worden war. Der Festakt fand in der Leipziger Universitätskirche statt.